# Ron Liepert
Ronald Liepert (né le 8 octobre 1949) est un homme politique canadien. En 2020, il siège à la Chambre des communes du Canada en tant que député de la circonscription de Calgary Signal Hill. 

## Biographie
De 2004 à 2012, il a été député de l'Assemblée législative de l'Alberta sous la bannière progressiste-conservatrice de l'Alberta. Le 12 avril 2014, il a été élu député fédéral en tant que progressiste-conservateur du Canada, représentant la circonscription de Calgary Signal Hill.
En 2020, il a effectué deux voyages en Californie, ce que des médias canadiens ont critiqué, puisqu'il a préféré ne pas respecter les recommandations sanitaires des gouvernements du Canada et de l'Alberta.